# Cuerpo de Investigaciones Judiciales
El Cuerpo de Investigaciones Judiciales (CIJ) es una institución civil que forma parte del Ministerio Público Fiscal de la Ciudad de Buenos Aires (poder judicial) con la misión de investigar los delitos y contravenciones de esa jurisdicción. 
Así, el CIJ es un organismo técnico y especializado creado por ley para llevar a cabo las tareas de investigación y análisis de información en el marco de un caso judicial. El objetivo del CIJ es reconstruir la verdad de un hecho investigado a pedido del fiscal que interviene en el marco de una causa, con pleno respeto a la constitución nacional, las leyes aplicables, y el objetivo primordial de afianzar la justicia. 
La actividad que desarrolla la policía judicial constituye una herramienta estratégica para el Ministerio Público Fiscal (fiscalía) porque está orientada a elevar la calidad de las investigaciones de los hechos complejos y de aquellos hechos que llevan a cabo las organizaciones ilegales (persecución inteligente).
Según la ley 2986 de creación, este organismo debe cumplir funciones de policía judicial dependiente orgánica y funcionalmente del Ministerio Público Fiscal de la Ciudad de Buenos Aires, con la misión auxiliar al Poder Judicial. 
El CIJ tiene como objeto:
- La investigación de los delitos, las contravenciones y las faltas.

- Individualizar a los/as presuntos/as autores/as y partícipes del hecho investigado.

- Reunir y conservar las pruebas útiles para el caso conforme a las normas de procedimiento y a las instrucciones que imparta el Ministerio Público Fiscal de la Ciudad Autónoma de Buenos Aires.[2]

Además de la ley 2986 citada que lo regula, el CIJ tiene un reglamento interno y distintas resoluciones de la fiscalía general que organizan su funcionamiento.

## Estructura del CIJ
El CIJ tiene un director, un subdirector, supervisores para cada tarea, jefes de unidades, técnicos e investigadores que trabajan en equipos. El CIJ se estructura con dos grandes áreas, una de investigación y otra técnica científica. Además, en situaciones complejas al CIJ le delegan la participación en  procedimientos que le delegue el fiscal en el marco de una causa, para constituirse en el lugar y verificar la regularidad de la diligencia, por ejemplo, constituirse en un allanamiento, en tanto así lo autorice el juez del caso. Actualmente el director del CIJ es Enrique del Carril.  El subdirector es Hernán Zuazo.

### Área de investigación
El área de investigación del CIJ está orientada a esclarecer los hechos, individualizar a los presuntos autores y partícipes del hecho investigado, así como reunir y conservar las pruebas útiles para el caso (ley 2896). Los casos son asignados a los investigadores y jefes de caso, lo que exige el conocimiento de disciplinas o materia específicas con un grado de especialización y profesionalismo. El CIJ se integra con un área que investiga delitos y contravenciones patrimoniales y económicas, Unidad Penal Tributaria  y la Unidad de Investigación de la ley 13944. Finalmente, desde el año 2016 está en funciones el denominado “Proyecto Piloto” por el cual se integran equipos de investigadores judiciales y policías.

### Área técnica científica
El área técnica científica comprende la informática forense, el análisis balístico y el gabinete médico psicológico, y la unidad de Adquisición de Evidencia Digital (UFED, imágenes, etc.), Unidad de Apoyo Multimedia en Juicio, Análisis de la Información, Oficina de Coordinación Operativa y otras.

## Algunos casos en los que el CIJ intervino
El CIJ participa de la investigación de varios casos, para esclarecer delitos y contravenciones en el área de competencias transferidas al Ministerio Público Fiscal de la Ciudad de Buenos Aires.
Recientemente, el CIJ participó para apresar a un imputado prófugo y acusado de ser el presunto autor material de la muerte de Jorge Marino Kramer (38 años de edad), quien fue hallado sin vida en el interior de su casa del barrio 17 de Octubre, en la zona de Itaembé Miní, de Posadas, el viernes 21 de julio del año pasado. La detención se llevó a cabo con personal de la Dirección de Investigaciones de la localidad bonaerense de José C. Paz, integrantes de la Secretaría de Apoyo de Investigaciones Complejas (Saic) y miembros del Cuerpo de Investigaciones Judiciales de la Ciudad Autónoma de Buenos Aires, todo bajo las indicaciones del juez de Instrucción Penal Nº 3, Fernando Verón.
Gracias a un alerta de Facebook y trabajo de investigación del CIJ, se pudo salvar la vida de una persona de Santiago del Estero que se disponía a quitarse la vida.
El CIJ también intervino para encontrar a los autores del "juego" la Ballena Azul por el delito de instigación al suicidio.  Otro de los casos resonados en que el CIJ participó es la llamada "Operación Ángel Guardián".
Algunas áreas en las cuales el CIJ interviene se relacionan con delitos "informáticos", esto es a través de dispositivos electrónicos como computadoras o celulares, como por ejemplo el engaño pederasta (grooming), en que se torna necesario investigar la presunta autoría y comisión del delito. Un gran volumen de casos se relaciona con el delito de distribución de pornografía infantil.